# Municipalità locale di Umhlabuyalingana
Umhlabuyalingana è una municipalità locale (in inglese Umhlabuyalingana Local Municipality) appartenente alla municipalità distrettuale di Umkhanyakude della provincia di KwaZulu-Natal in Sudafrica. Il suo nome in lingua isiZulu significa letteralmente "lo stesso paesaggio", e si riferisce al fatto che gran parte del territorio è costituito da un'ampia pianura, la cosiddetta Makatini Flat. 
In base al censimento del 2001 la sua popolazione è di 140.956 abitanti.
La sede amministrativa e legislativa è la città di Manguzi e il suo territorio si estende su una superficie di 3.619 km² ed è suddiviso in 13 circoscrizioni elettorali (wards). Il suo codice di distretto è KZN271.

## Geografia fisica

### Confini
La municipalità locale di Umhlabuyalingana confina a nord con il Mozambico, a est e a sud con il  District Management Areas KZDMA27 e a ovest con quella di Jozini.

### Città e comuni
- Emanguzi
- Mabaso
- Manukuza/Jobe
- Mashabane
- Mbazwana
- Mseleni
- Ndumu Game Riserve
- Tembe
- Tembe Elephant Reserve
- Zikhali/Mbila

### Laghi
- Lake Sibayi